# Fantastic Damage
Fantastic Damage è un album del rapper e beatmaker statunitense El-P, prodotto dalla Definitive Jux nel 2002.

## Tracce
1. Fantastic Damage - 3:22 (Testi e musiche: El-P)
2. Squeegee Man Shooting - 4:24 (Testi e musiche: El-P)
3. Deep Space 9mm - 3:47 (Testi e musiche: El-P)
4. Tuned Mass Damper - 4:05  (Testi e musiche: El-P)
5. Dead Disnee - 3:53  (Testi e musiche: El-P)
6. Delorean - 5:33 (Testi e musiche: El-P)
7. Truancy - 5:04 (Testi e musiche: El-P)
8. The Nang, the Front, the Bush and the Shit - 5:37 (Testi e musiche: El-P)
9. Accidents Don't Happen - 4:50 (Testi e musiche: El-P)
10. Stepfather Factory - 4:11 (Testi e musiche: El-P)
11. T.O.J. - 4:32 (Testi e musiche: El-P)
12. Dr. Hellno and the Praying Mantus - 4:39 (Testi e musiche: El-P)
13. Lazerfaces' Warning - 4:36 (Testi e musiche: El-P)
14. Innocent Leader - 2:21 (Testi e musiche: El-P)
15. Constellation Funk - 4:58 (Testi e musiche: El-P)
16. Blood - 4:26 (Testi e musiche: El-P)